# 瑞泉酒造
瑞泉酒造株式会社（ずいせんしゅぞう）とは、1887年より、沖縄県那覇市首里で泡盛を製造・販売している酒造所である。琉球王朝時代に酒造りが許されていた首里三箇（さんか）の一つ崎山町で創業。首里城瑞泉門のほとりに湧き出る瑞泉から名をもらった。
ラベルには「佐久本之酒」と入る。なお、経営者である佐久本家は同じ首里の咲元酒造と親戚筋である。
例年11月に発表される沖縄国税事務所による泡盛鑑評会では、沖縄県知事賞を24回受賞。沖縄県内47酒造所の中で最多受賞。（2020年11月時点）

## 主な製品

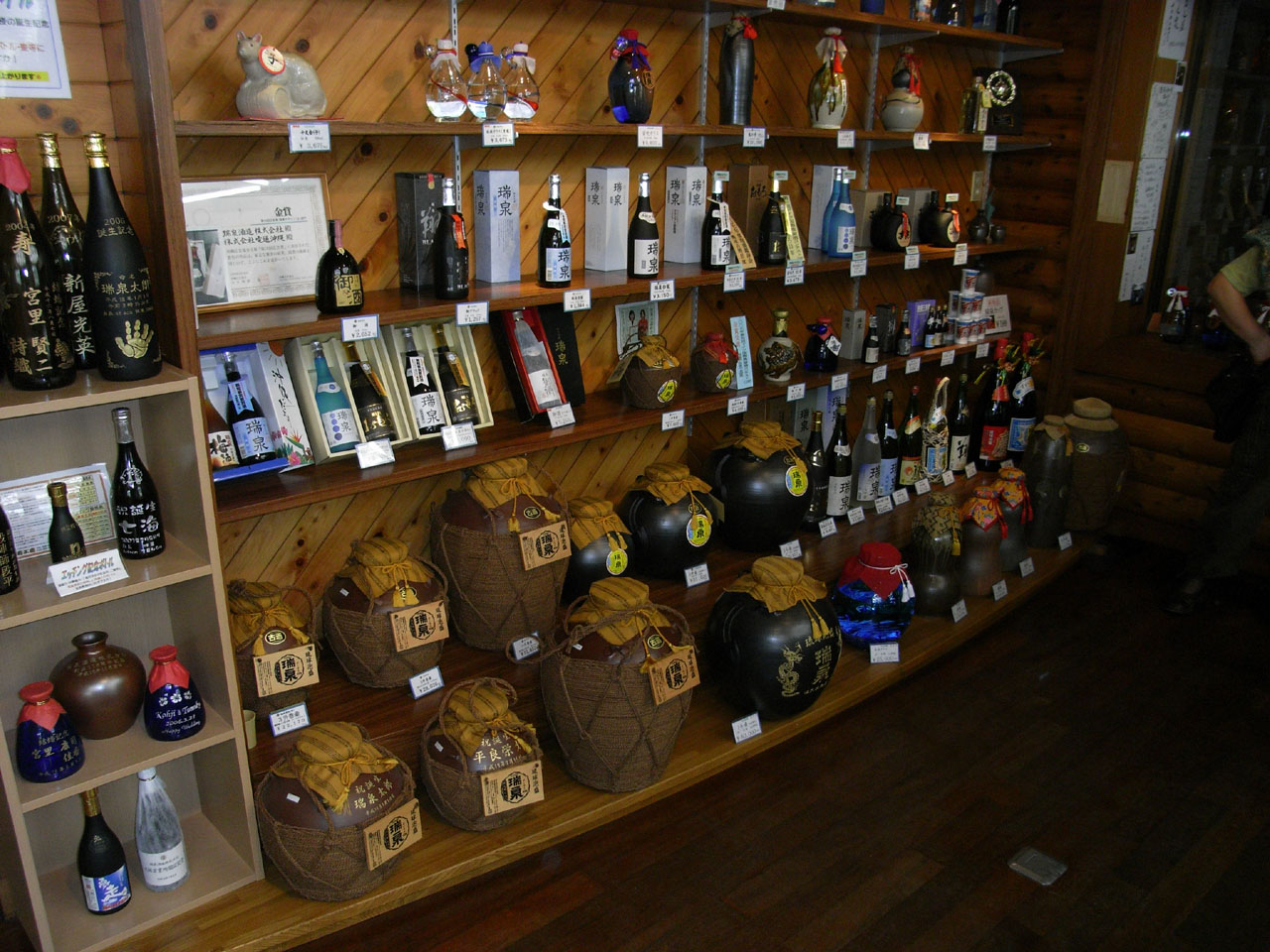
瑞泉酒造ショールーム

御酒（うさき）
東京大学の坂口謹一郎研究室に保存されていた、沖縄戦前に瑞泉酒造で採取された麹菌で仕込まれた泡盛。東京大学内で唯一販売されている酒。
おもろ
10年 - 21年の長期甕熟成の古酒で、古酒らしい濃厚で華やかな風味。
瑞泉King -10年古酒-
首里の老舗ならでは、10年古酒を「手軽に」「かっこ良く」をコンセプトに商品化。手頃な価格にもかかわらず、10年古酒ならではの甘味、旨味を堪能できる
青龍 -３年古酒-
すっきりとした味わいの飲みやすい3年古酒
飛泉漱玉（終売）
樽熟成でウィスキーのような色合いとなった泡盛になれている人向けの本格派
翔
香り高く、女性にも優しい飲み口
熟成古酒40度（通称：グランプリ）
全国酒類コンクールにて全酒類初の満点のグランプリを獲得した泡盛
瑞泉原酒五十三度
泡盛を造る工程の蒸溜後に、一切加水をせずに瓶詰めした商品。原酒1、炭酸9で割って飲む「瑞泉原酒ハイボール」や、冷凍庫に保管して「パーシャルショット」で味わう。

## 沿革
- 1887年：創業（喜屋武酒造所）
- 1935年：佐久本政敦酒造場に名称変更
- 1957年：合資会社瑞泉酒造工場に組織変更
- 1971年：瑞泉酒造株式会社に組織変更
- 1985年：モンドセレクション金賞受賞
- 1999年：第二次世界大戦前の麹菌で仕込んだ泡盛を発表
- 2009年：
  - 瑞泉おもろ15年 ｻﾝﾌﾗﾝｼｽｺ･ﾜｰﾙﾄﾞ･ｽﾋﾟﾘｯﾂ･ｺﾝﾍﾟﾃｨｼｮﾝ 2009（SFWSC 2009）“ シルバー（銀賞）” 受賞
  - 瑞泉おもろ甕貯蔵10年古酒 ｻﾝﾌﾗﾝｼｽｺ･ﾜｰﾙﾄﾞ･ｽﾋﾟﾘｯﾂ･ｺﾝﾍﾟﾃｨｼｮﾝ 2009（SFWSC 2009）“ シルバー（銀賞）” 受賞
- 2020年：
  - 瑞泉おもろ甕貯蔵18年古酒 ｲﾝﾀｰﾅｼｮﾅﾙ･ﾜｲﾝ&ｽﾋﾟﾘｯﾂ･ｺﾝﾍﾟﾃｨｼｮﾝ 2020（ IWSC 2020 ）-焼酎部門- "ゴールドアウトスタンディング（最高金賞）” 受賞 尚-ZUISEN（3回蒸溜）
  - ｲﾝﾀｰﾅｼｮﾅﾙ･ﾜｲﾝ&ｽﾋﾟﾘｯﾂ･ｺﾝﾍﾟﾃｨｼｮﾝ 2020（ IWSC 2020 ）-焼酎部門-  “ シルバー（銀賞）” 受賞
  - 瑞泉おもろ甕貯蔵18年古酒  ｻﾝﾌﾗﾝｼｽｺ･ﾜｰﾙﾄﾞ･ｽﾋﾟﾘｯﾂ･ｺﾝﾍﾟﾃｨｼｮﾝ 2020 （SFWSC 2020）  “ ゴールド（金賞）” 受賞
  - 瑞泉おもろ甕貯蔵18年古酒  東京ウイスキー＆スピリッツコンペティション2020 “GOLD”受賞 尚-ZUISEN（3回蒸溜）
  - 東京ウイスキー＆スピリッツコンペティション2020 “BRONZE”受賞

## 所在地

### 本社
- 〒903-0814 沖縄県那覇市首里崎山町1-35

#### 交通
- 那覇空港から車で約40分
- 泊港から車で約30分
- 沖縄自動車道那覇ICから車で約5分
- 沖縄都市モノレール首里駅から徒歩で約10 分
- 路線バス: 鳥堀バス停・鳥堀一丁目バス停から徒歩で約10分

### 東京営業所
- 〒105-0012 東京都港区芝大門1-15-10 吉實ビル4F